# 유대 역사 미술관
유대 역사 미술관(프랑스어: Musée d'Art et d'Histoire du judaïsme, mahJ)은 프랑스 파리 마레에 있는 유대 역사 미술관이다.

## 같이 보기
- 쇼아 기념관